# Urbanização na Argentina

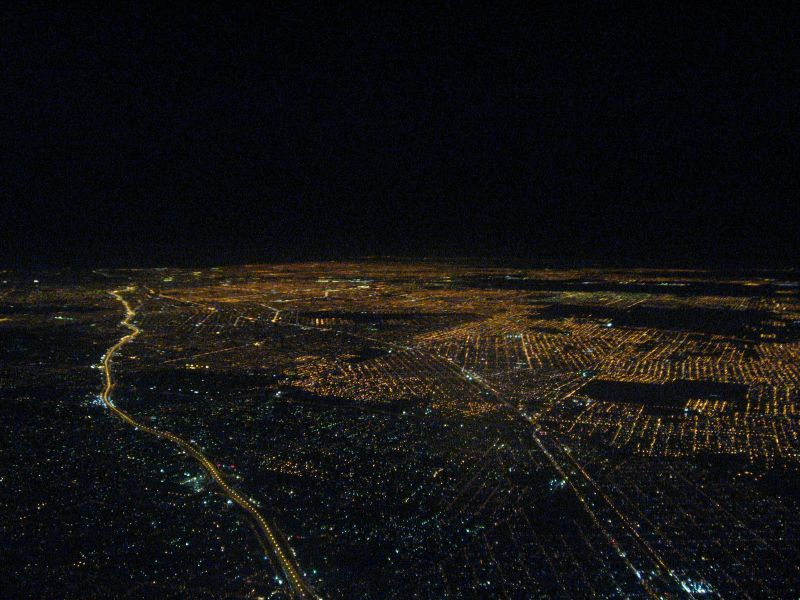
O aglomerado urbano de Buenos Aires é a maior aglomeração urbana da Argentina.

A urbanização na Argentina reflete no país o processo de aglomeração populacional que ocorreu no mundo no início do século XIX onde a concentração da população do mundo em sistemas urbanos.
Em 1869, a porcentagem da população urbana na Argentina foi de apenas 11% de sua população em aglomerações urbanas de mais de 100.000 habitantes, a concentração de cinco vezes acima da média mundial, similar aos Estados Unidos e aproximadamente duas vezes a concentração de população europeia. Em 1914, a população urbana ultrapassou pela primeira vez a população rural. O principal fator para o crescimento rápido em áreas urbanas foi a imigração vinda principalmente da Europa para os centros urbanos, particularmente em Buenos Aires, Córdova e Rosário.
Em 1960, apenas quinze cidades que tinham uma população superior a 100.000 habitantes, que representavam 71% da população urbana. Buenos Aires, a única cidade de 100.000 habitantes em 1869, é um dos melhores exemplos da primazia urbana do mundo. Áreas urbanas da Argentina representavam 59% da população, como nos Estados Unidos, ligeiramente superior à Oceania (53%) e abaixo à Inglaterra, país que levou o percentual de aglomerações urbanas desde o início do século XIX, com 69%.
Em 1970, a taxa de urbanização no país chega a 78,5% e 1975 supera 80%. Em 1990, a população em áreas urbanas atingiu 86,9%. Bem como em toda a América Latina, o fluxo de migração interna das áreas rurais para áreas urbanas foi desfavorável devido a condições socioeconômicas.
Atualmente, 92% da população da Argentina vive nas cidades, superando até mesmo o Brasil (86%), o Canadá (80%) e os Estados Unidos (82%).